# Polska na Letnich Igrzyskach Paraolimpijskich 2004
Polskę na Letnich Igrzyskach Paraolimpijskich w Atenach reprezentowało 106 zawodników. Polska zdobyła 10 złotych medali, 25 srebrnych i 19 brązowych

## Medale

### Złoto
- Tomasz Blatkiewicz – lekkoatletyka, rzut dyskiem
- Tomasz Blatkiewicz – lekkoatletyka, pchnięcie kulą
- Renata Chilewska – lekkoatletyka, rzut oszczepem
- Paweł Piotrowski – lekkoatletyka, pchnięcie kulą
- Krzysztof Smorszczewski – lekkoatletyka, pchnięcie kulą
- Joanna Mendak – pływanie, 100 metrów stylem motylkowym
- Katarzyna Pawlik – pływanie, 400 metrów stylem dowolnym
- Magdalena Szczepińska  - pływanie, 100 metrów stylem motylkowym
- Natalia Partyka – tenis stołowy, gra pojedyncza
- Robert Wyśmierski – szermierka na wózkach, szabla indywidualnie

### Srebro
- Tomasz Leżański – łucznictwo, indywidualnie stojąc
- Renata Chilewska – lekkoatletyka, pchnięcie kulą
- Łukasz Łabuch – lekkoatletyka, 100 metrów
- Paweł Piotrowski – lekkoatletyka, rzut oszczepem
- Mirosław Pych – lekkoatletyka, rzut oszczepem
- Janusz Rokicki – lekkoatletyka, pchnięcie kulą
- Anna Szymul – lekkoatletyka, 100 metrów
- Anna Szymul – lekkoatletyka, 200 metrów
- Anna Szymul – lekkoatletyka, 400 metrów
- Ryszard Rogala – podnoszenie ciężarów, kategoria do 90 kilogramów
- Patrycja Harajda – pływanie, 100 metrów stylem grzbietowym
- Patrycja Harajda – pływanie, 100 metrów stylem dowolnym
- Patrycja Harajda – pływanie, 200 metrów stylem zmiennym
- Katarzyna Pawlik – pływanie, 100 metrów stylem motylkowym
- Katarzyna Pawlik – pływanie, 100 metrów stylem dowolnym
- Mirosław Piesak – pływanie, 50 metrów stylem grzbietowym
- Grzegorz Polkowski – pływanie, 50 metrów stylem dowolnym
- Małgorzata Grzelak, Krystyna Jagodzińska, Natalia Partyka – tenis stołowy, gra drużynowa
- Adam Jurasz, Mirosław Kowalski – tenis stołowy, gra drużynowa
- Piotr Czop – szermierka na wózkach, floret indywidualnie
- Piotr Czop, Arkadiusz Jabłoński, Stefan Makowski, Robert Wyśmierski – szermierka na wózkach, szabla drużynowo
- Arkadiusz Jabłoński, Dariusz Pender, Radosław Stańczuk, Robert Wyśmierski – szermierka na wózkach, szpada drużynowo
- Stefan Makowski – szermierka na wózkach, szabla indywidualnie
- Radosław Stańczuk – szermierka na wózkach, szpada indywidualnie
- Robert Wyśmierski – szermierka na wózkach, szpada indywidualnie

### Brąz
- Małgorzata Olejnik – łucznictwo, indywidualnie
- Marcin Mielczarek - lekkoatletyka, bieg na 400 m
- Mariusz Tubielewicz - lekkoatletyka, bieg na 800 m
- Tomasz Hamerlak - lekkoatletyka, maraton
- Robert Chyra - lekkoatletyka, pchnięcie kulą
- Jacek Przebierała - lekkoatletyka, rzut oszczepem
- Alicja Fiodorow - lekkoatletyka, bieg na 400 m
- Renata Chilewska - lekkoatletyka, rzut dyskiem
- Ryszard Beczek - pływanie, 200 m stylem dowolnym
- Piotr Pijanowski - pływanie, 400 m stylem dowolnym
- Mateusz Michalski - pływanie, 100 m stylem grzbietowym
- Kamil Dragonowski, Mateusz MIchalski, Krzysztof Paterka, Piotr Pijanowski - pływanie, sztafeta 4 x 100 m stylem zmiennym
- Joanna Mendak - pływanie, 100 m stylem dowolnym
- Dariusz Pander - szermierka na wózkach, floret indywidualnie
- Piotr Czop, Stefan Makowski, Dariusz Pander, Tomasz Wasilewski - szermierka na wózkach, floret drużynowo
- Arkadiusz Jabłoński - szermierka na wózkach, szabla indywidualnie
- Marta Wyrzykowska - szermierka na wózkach, szpada indywidualnie
- Renata Frelik, Jadwiga Polasik, Dagmara Witos, Marta Wyrzykowska - szermierka na wózkach, floret ddrużynowo